# Колрейн (футбольный клуб)
«Колрейн» (англ. Coleraine Football Club) — североирландский футбольный клуб из одноименого города. Основан в июне 1927 года. Единственный в своей истории чемпионский титул команда выиграла в сезоне 1973/74. Шесть раз клуб становился обладателем Кубка Северной Ирландии.
Домашние матчи команда проводит на стадионе «Шоуграундс».

## История

### Футбол в Колрейне и основание клуба
В Колрейне состоялся первый футбольный матч в истории Ирландии — в выставочной игре встретились две команды, составленные из моряков стоявших в порту кораблей, преимущественно шотландцев. Однако, когда в 1890 году была создана Ирландская лига, в её состав преимущественно вошли клубы из Белфаста. В Колрейне же существовал ряд юношеских команд, в том числе «Колрейн Олимпик» и «Колрейн Александра».
В 1927 году Ирландская лига была расширена и пополнилась рядом провинциальных клубов, одним из которых стал «Колрейн». В пользу клуба сыграло наличие в городе стадиона «Шоуграундс», тогда как города-конкуренты (Бангор и другие) не имели готового спортивного сооружения. 20 июня 1927 года представители «Колрейн Олимпик» и «Колрейн Александра» договорились об объединении и основали футбольный клуб «Колрейн», вступивший в лигу перед стартом сезона 1927/28. Первым президентом клуба был избран Джей Эф Хантер, а играющим тренером клуба стал бывший игрок сборной и ветеран Первой мировой войны Джон Маккэндлес.
Первыми звёздами клуба стали Пэдди Нелис и Дот Доэрти. В дебютной игре, состоявшейся 20 августа 1927 года, «Колрейн» разгромил «Клифтонвилл» со счётом 4:1. Первый сезон в своей истории клуб завершил на шестом месте в чемпионате, одержав двенадцать побед при одиннадцати поражениях и трёх ничьих. Одна из побед была одержана над клубом «Белфаст Селтик», который до этого момента не проигрывал в чемпионате на протяжении семидесяти матчей.

### Первые успехи
Команда прогрессировала и во втором сезоне заняла пятое место в чемпионате, дойдя также до полуфинала кубка. В сезоне 1929/30 Колрейн финишировал на третьем месте, выиграв первые медали в истории команды. Ключевыми игроками того состава были шотландцы: защитники Билли Макгиннигл и Стив Митчелл, а также форвард Джейми Гилмор, за два сезона забивший 79 мячей. В сезоне 1930/31 за «Колрейн» в роли голкипера дебютировал Билли Дуглас, хотя на протяжении своей карьеры он играл на всех позициях на поле. Впоследствии Дуглас стал одной из легенд команды, проработав в клубе до 1980-х годов.
В сезоне 1931/32 Колрейн выиграл первый трофей в клубной истории. 9 декабря 1931 года на стадионе Солитьюд в финальном матче Золотого кубка со счётом 3:0 была одержана победа над «Баллименой». Решающий матч на стадионе смотрело примерно 10 000 зрителей. Одним из лидеров команды в тот сезон был Томми Пристли, будущий игрок сборной Ирландии и лондонского «Челси».

### Первые сложности
Чемпионат сезона 1932/33 стал последним в команде для главного тренера Джона Маккэндлеса. «Колрейн» сильно начал сезон и шёл в числе лидеров, но затем потерял форму и завершил чемпионат на седьмом месте. Заметным событием этого сезона стала победа над «Портадауном» со счётом 11:1. В кубке команда снова дошла до полуфинала, где проиграла «Гленторану».
Маккэндлеса на посту сменил бывший игрок «Селтика» Уильям Макстей. Команду также покинул один из ведущих форвардов Дэйви Прингл, ушедший в Дерри Сити. Главное же проблемой стала игра в обороне — команда пропустила 111 мячей в 45 играх и в сезоне 1933/34 заняла только двенадцатое место. Благодаря хорошим отношениям Макстея с работавшим в «Манчестер Юнайтед» Скоттом Дунканом удалось договориться о переходе в «Колрейн» форварда Дэвида Бирна. Ещё одним приобретением стал Билли Маккриди.
Вторая половина 1930-х годов прошла для клуба в борьбе за сохранение места в высшем дивизионе. Макстей покинул команду после окончания чемпионата в 1934 году и его сменил Джонни Скрэггс. Под его руководством Колрейн завершил чемпионат 1934/35 на двенадцатом месте. Ухудшилось финансовое положение клуба, долги которого к середине сезона достигли 600 фунтов. Игроки дважды по ходу сезона соглашались на понижение зарплаты, чтобы помочь команде. Весной 1935 года в клуб вернулся Маккэндлес, но сомнения в том, что команда вообще продолжит существование, оставались.
«Колрейн» смог доиграть чемпионат 1935/36, заняв в итоговой таблице тринадцатое место. Также команда выбыла в первых раундах Кубка Ирландии и Золотого кубка. Сезон стал худшим в недолгой истории клуба. Команду покинул ряд игроков основного состава, которых заменили любители, что позволило в следующем сезоне улучшить ситуацию с деньгами. В конце сезона 1937/38 руководство клуба объявило о полном погашении долгов.
С началом Второй мировой войны Футбольная ассоциация обязала клубы сократить зарплаты игроков на 15 %. Новым главным тренером перед этим был назначен Бен Кларк, сумевший поднять клуб в середину турнирной таблицы. Сезон 1939/40 «Колрейн» завершил на восьмом месте. После этого розыгрыш чемпионата был прекращён. Благодаря усилиям секретаря клуба Сэмми Уокера команда продолжила выступать в Промежуточной лиге и не исчезла с футбольной карты Северной Ирландии как ряд других клубов.

### После войны (1947—1960)
В сентябре 1946 года в качестве играющего тренера команду возглавил шотландец Айзек Макдауэлл. Под его руководством клуб занял четвёртое место в финальном турнире Региональной лиги. Сам Макдауэлл забил 18 мячей, став лучшим бомбардиром турнира. Осенью 1947 года возобновился розыгрыш национального чемпионата и «Колрейн» вошёл в число двенадцати команд высшего дивизиона.
Сезон 1947/48 команда закончила на шестом месте. Главным успехом стал выход в финал Кубка, на пути к которому «Колрейн» обыграл «Ист Белфаст» и «Дерри Сити», а также в двух матчах превзошёл «Белфаст Селтик» (3:3 и 3:2). В решающей игре команда была вынуждена играть вдесятером, после того как Стэнли Мэхуд сломал ногу, и уступила «Линфилду» со счётом 0:3. Позднее выяснилось, что один из футболистов «Линфилда» не был внесён в заявку клуба и у «Колрейна» были основания для протеста, от подачи которого отказались, чтобы не портить хорошие отношения между двумя клубами.
Выход в финал Кубка не стал толчком к дальнейшим успехам. В следующем сезоне команду покинули ведущие игроки. Кевин Доэрти и Терри Маккавана уехали в Англию, а Берти Пикок перешёл в «Гленторан». После третьей игры сезона из команды ушёл и Макдауэлл. Сезон 1948/49 «Колрейн» завершил с девятью очками в 22 играх, а единственным достижением стал выход в полуфинал Золотого кубка. Следующий чемпионат сложился лучше, но выше десятого места команде подняться не удалось.
В 1950 году играющим тренером клуба был назначен бывший игрок шотландского «Хиберниана» Артур Милн. Он привёл «Колрейн» к четвёртому месту — лучшему результату клуба за последние девятнадцать лет. Весомый вклад в успех внёс вернувшийся в команду Доэрти, который забил 23 мяча. Клуб также дошёл до полуфинала Кубка Ольстера. Милн продолжил строить новую команду и перед началом сезона 1951/52 в «Колрейн» пришли голкипер Гарри Грегг, полузащитник Клэнси Макдермотт и вингер-ветеран Джимми Келли, выступавший за клуб ещё в 1928 году. Обновлённая команда завершила сезон на третьем месте. Грегг по ходу чемпионата ушёл в «Донкастер Роверс», начав свой путь к статусу звезды «Манчестер Юнайтед», и за место в воротах конкурировали Уэсли Ард и Джим Уотт.
В 1953 году «Колрейн» откатился на шестое место в чемпионате, но сумел второй раз дойти до финала кубка, по пути обыграв «Баллимену Юнайтед», «Крусейдерс» и «Гленторан». Трофей же достался «Линфилду», одержавшему победу в решающей игре со счётом 5:0.
Перед стартом сезона 1953/54 главным тренером клуба был назначен Вилли Бьюкен. Под его руководством «Колрейн» выиграл второй трофей в своей истории, в решающем матче Кубка Города обыграв «Баллимену Юнайтед». Спустя неделю после победы, состав команды пополнил форвард Фей Койл из «Дерри Сити». В дебютном сезоне он забил двенадцать мячей в чемпионате, а всего провёл за клуб 348 матчей, в которых отличился 241 раз.
Седьмое место в чемпионате повлекло за собой очередную смену тренера и перед началом сезона 1954/55 этот пост занял Питер Маккеннан. На групповом этапе Кубка Ольстера команда забила двадцать мячей в пяти играх и считалась одним из претендентов на победу, но вновь остановилась в полуфинале, где проиграла «Гленавону». Чемпионат «Колрейн» завершил на пятом месте, хотя команда демонстрировала очень результативную игру, а Койл забил 38 мячей в 39 играх сезона.
В 1956 году Кевин Доэрти был назначен играющим главным тренером клуба. Команда продолжила ярко играть в нападении, но слабо действовала в обороне. В начале сезона крупные победы (например, 7:4 над «Бангором») чередовались с такими же поражениями (2:8 от «Дерри Сити»). В атаке к Койлу присоединился новичок команды Хью Барр, в дебютном сезоне забивший 24 мяча. «Колрейн» вновь дошёл до полуфинала Золотого Кубка, но в чемпионате занял только пятое место.
Трудным получился сезон 1957/58. Из кубковых турниров команда выбыла на ранних стадиях. В чемпионате осталась только седьмой, по ходу сезона потеряв Фея Койла, ушедшего в «Ноттингем Форест». В том же сезоне за клуб дебютировал голкипер Виктор Хантер, ставший ещё одним символом «Колрейна» и в 2017 году получивший звание Почётного пожизненного вице-президента клуба. Летом 1958 года национальная сборная Северной Ирландии на чемпионате мира дошла до четвертьфинала, а в её составе играл ряд бывших игроков клуба.
Перед началом следующего сезона Койл, не сумевший заиграть в Ноттингеме, вернулся в команду. Он забил один из трёх мячей клуба в матче первого раунда Золотого Кубка против «Дистиллери», выигранного «Колрейном» со счётом 3:2. В финале турнира со счётом 1:0 был обыгран «Гленторан», победный мяч забил 19-летний Джонни Кроссан.
В 1960 году неожиданно команда заняла только одиннадцатое место в чемпионате, но смогла избежать вылета из высшего дивизиона. Главными героями команды в том сезоне стали защитник Джонни Маккарди, дебютировавший за клуб в возрасте 15-и лет, и голкипер Виктор Хантер, в ворота которого было реализовано всего шесть пенальти из семнадцати назначенных.

### Эра Берти Пикока
Летом 1961 года Кевина Доэрти, который испытывал проблемы со здоровьем, сменил бывший игрок клуба Берти Пикок. В сезоне 1962/63 под его началом «Колрейн» вернулся в середину таблицы, а также дошёл до финала Кубка Ольстера. На следующий год команда, ключевые роли в которой играли молодые Айван Мюррей, Шон Данлоп и Аллан Хантер, начала чемпионат с девяти побед подряд. В атаке ушедшего из команды Койла заменил Кен Халлидей, ставший и капитаном команды. Весной 1964 года «Колрейн» дошёл до полуфинала Кубка Ирландии и претендовал на победу в чемпионате, но концовку сезона команда провела неудачно. В полуфинале Кубка клуб уступил «Гленторану» со счётом 0:1, а затем уступил им же и первую строчку в таблице, отстав на одно очко. Тем не менее, сезон 1963/64 стал лучшим в истории команды за долгие годы.
Пикок продолжал усиливать состав команды. Перед началом сезона 1964/65 в клуб пришли Томми Кинселла и Тони Кёрли. «Колрейн» проиграл три матча из шести на старте сезона, но затем игра команды наладилась и она вернулась в верхнюю часть таблицы. В концовке клуб выиграл восемь матчей из десяти, но этого хватило только для второго места с отставанием в пять очков от «Дерри Сити». Хорошая форма весной позволила «Колрейну» в третий раз в истории выйти в финал Кубка Ирландии. 24 апреля 1965 года команда одержала победу над «Гленавоном» и впервые выиграла главный кубковый приз Северной Ирландии.
Победа в кубке позволила «Колрейну» дебютировать в европейских клубных соревнованиях. В 1/16 финала Кубка кубков клуб уступил киевскому «Динамо» (1:6, 0:4). Единственный гол «Колрейна» забил Тони Кёрли. После вылета из еврокубков команда вышла в финал Кубка Ольстера, где обыграла «Линфилд» со счётом 4:2 и впервые стала обладателем приза. Результаты в чемпионате и Кубке Ирландии оказались хуже предыдущего сезона — шестое место и полуфинал, соответственно.
Сезон 1966/67 клуб начал неудачно. Команда выбыла из Кубка Ольстера и Кубка Ирландии. В розыгрыше Золотого Кубка «Колрейн» дошёл до 1/2 финала, где уступил «Гленторану». Также по ходу сезона клуб покинул Аллан Хантер, ушедший в «Олдем Атлетик». Чемпионат команда завершила на четвёртом месте. В следующем сезоне «Колрейн» поднялся на строчку выше, выиграв бронзовые медали, хотя до последнего тура претендовал на победу. Самым запоминающимся моментом сезона стала ничья 5:5 с «Линфилдом», когда по ходу матча из-за травмы покинул поле лучший форвард клуба Рэй Гастон, а «Колрейн» отыгрался уступая 1:4. В феврале клуб покинули Айван Мюррей и Брендан Маллан, за которых «Фулхэм» заплатил 14 000 фунтов.
Летом 1968 года ряд игроков основного состава отказался продлевать контракт с клубом, из-за чего перспективы на сезон выглядели туманно. В итоге большинство отказников подписали новые контракты, а единственным ушедшим стал Кен Халлидей. Вопреки прогнозам, команда стартовала очень удачно, выиграв восемь матчей подряд в Кубке Ольстера и завоевав трофей. Результативная игра Гастона привлекла внимание других команд и вскоре он перешёл в «Оксфорд Юнайтед», лишив «Колрейн» существенной части атакующего потенциала. Несмотря на это, команда вновь заняла четвёртое место в чемпионате и дошла до полуфинала Кубка Ирландии, где уступила будущему победителю — клубу «Ардс». Самым успешным турниром для «Колрейна» стал Кубок Блакснит, в финале которого по сумме двух матчей был обыгран «Шемрок Роверс», один из лучших клубов Ирландии того периода и действующий обладатель трофея.
Сохранив состав, «Колрейн» осенью 1969 года без проблем второй год подряд выиграл Кубок Ольстера, лишь один раз сыграв вничью с «Бангором». Команда также приняла участие в розыгрыше Кубка ярмарок, в первом раунде обыграв люксембургский «Женесс Эш». Во втором круге соперником клуба стал будущий финалист турнира «Андерлехт», оба матча с которым завершились разгромами 1:6 и 3:7. Во внутренних турнирах дела у «Колрейна» шли лучше. 9 декабря, благодаря голу Брайана Дженнингса, команда обыграла «Гленторан» и, спустя одиннадцать лет, выиграла Золотой Кубок. В январе 1970 года завершил карьеру Виктор Хантер, бывший основным голкипером клуба тринадцать лет. Чемпионат команда завершила на втором месте, отстав от победившего «Гленторана» на семь очков. Ещё одним успехом команды в сезоне стал второй подряд Кубок Блакснит. В финале турнира был обыгран «Слайго Роверс», а «Колрейн» стал первым и единственным в истории двукратным победителем турнира.
После двух успешных сезонов, осень 1970 года принесла разочарование. «Колрейн» быстро выбыл из розыгрышей Кубка Ольстера и Золотого Кубка. В Кубке ярмарок команда в первом раунде в упорной борьбе смогла обыграть «Килмарнок». После ничьей 1:1 на своём поле, в выездной игре «Колрейн» уступал 0:2 после первого тайма, но во второй половине игры хет-трик Деса Диксона принёс команде победу 3:2. Во втором раунде турнира «Колрейн» уступил роттердамской «Спарте». В национальном чемпионате команда вновь осталась четвёртой.
В 1972 году «Колрейн» выиграл второй в своей истории Кубок Ирландии. В финале со счётом 2:1 был обыгран серебряный призёр чемпионата страны «Портадаун». Благодаря успеху, команда смогла принять участие в Кубке Блакснит, где дошла до финала. Победитель розыгрыша определялся по сумме двух матчей и «Колрейн» уступил клубу «Корк Хибернианс». Клуб также не смог принять участие в розыгрыше Кубка кубков 1972/73, так как УЕФА запретил проведение матчей в Северной Ирландии из-за обострения обстановки в стране, а выступления на нейтральном поле требовали дополнительных затрат.
Осенью 1972 года команда вновь стала обладателем Кубка Ольстера. Соперник по решающему матчу — «Дерри Сити» — отказался ехать на игру в Колрейн по соображениям безопасности. В финале Кубка Города «Колрейн» уступил «Гленторану», но ожидания болельщиков были в первую очередь связаны с национальным чемпионатом, где команда считалась одним из фаворитов. В первых одиннадцати играх сезона было одержано девять побед, но затем последовал провал и из девяти следующих игр «Колрейн» проиграл семь. В результате команда финишировала на четвёртом месте.
В сентябре 1973 года клуб покинул Шон Данлоп. На его место был приобретён Терри Кокран, удачно вписавшийся в состав. «Колрейн» неудачно начал чемпионат, но к Рождеству команда набрала форму. В финале Кубка Города клуб уступил «Линфилду» только в серии пенальти. Последовавший вылет из Кубка Ирландии от «Гленавона» позволил сосредоточиться на выступлении в лиге. Одержав победы над «Баллименой», «Ардс», «Ларном» и «Дистиллери», «Колрейн» поднялся на вершину турнирной таблицы. На финише команде предстояло провести пять матчей на выезде, включая игру с действующим чемпионом «Крусейдерс». «Золотым» стал матч против «Портадауна», завершившийся ничьей 1:1, после которой «Колрейн» за два тура до финиша стал недосягаем для соперников и впервые в истории выиграл золотые медали.

### 1974—1984
Выиграв титул, в отставку с поста главного тренера ушёл Берт Пикок. Руководство клуба, сохраняя преемственность, приняло решение что тренировать клуб будет дуэт ветеранов Джона Маккарди и Айвана Мюррея. Начало сезона омрачилось трагедией, когда на тренировке внезапно скончался 21-летний Шон Маллан.
«Колрейн» начал сезон 1974/75 успешно, проиграв всего один раз в восьми играх. Затем команду ожидал дебют в Кубке чемпионов, где соперником стал «Фейеноорд». В составе голландского клуба было семь игроков сборной Нидерландов, ранее в этом же году ставшей серебряным призёром чемпионата мира. Матч в Роттердаме закончился поражением со счётом 0:7, в ответной игре «Колрейн» также уступил — 1:4. Автором первого гола клуба в Кубке чемпионов стал Алан Симпсон.
Выбыв из еврокубков, команда продолжила терять очки в национальном чемпионате. Ситуация также осложнялась уходом Тони Кёрли и Алана Кэмпбелла. Результатом стало только второе место в чемпионате с пятиочковым отставанием от «Линфилда». В этом же сезоне Колрейн выиграл третий для себя Кубок Ирландии. В четырёх раундах турнира клуб провёл восемь игр — после ничьих с «Крусейдерс» и «Клифтонвиллом» потребовались переигровки, а финал с «Линфилдом» растянулся на три матча. Победный мяч в третьей игре забил Дес Диксон.
После окончания сезона 1974/75 Маккарди отказался от тренерской деятельности, продолжив выступления за клуб как игрок. Изменения в тренерском штабе не повлияли на выступления клуба и осень 1975 года стала для «Колрейна» удачной. В одиннадцати играх Кубка Ольстера команда забила 32 мяча и выиграла турнир. Также «Колрейн» выиграл Золотой кубок, обыграв «Баллимену», и вышел в финал Кубка города где проиграл «Бангору». В розыгрыше Кубка кубков команда уступила франкфуртскому «Айнтрахту». Чемпионат клуб завершил на третьем месте, а в Кубке Ирландии сенсационно проиграл во втором раунде клубу второго дивизиона «Каррик Рейнджерс».
Сезон 1976/77 начался с ухода Терри Кокрана. За талантливого вингера «Бернли» заплатил 250 000 фунтов, что до сих пор является трансферным рекордом клуба. Весной 1977 года завершил карьеру игрока Маккарди. Чемпионат «Колрейн» завершил четвёртым, но сезон стал удачным благодаря четвёртой победе в Кубке Ирландии. В финале турнира на поле стадиона «Овал» в Белфасте со счётом 4:1 был разгромлен «Линфилд».
Осенью 1977 года команда вновь стартовала в розыгрыше Кубка кубков, где соперником стал «Локомотив» из Лейпцига. Уступив на выезде 1:4, в домашнем матче «Колрейн» проигрывал 0:2, но сумел сравнять счёт и впервые в истории сыграть вничью в еврокубках. Дубль в ворота «Локомотива» сделал Майкл Гай. В Кубке Ольстера команда финишировала второй после «Линфилда». В этом турнире в матче с «Ларном» голкипер Винсент Маги стал первым вратарём «Колрейна», забившим в официальных играх. Провальной стала вторая половина чемпионата, когда команда набрала лишь три очка в одиннадцати матчах и заняла восьмое место в таблице. По окончании сезона с поста главного тренера был уволен Айван Мюррей.
Новым главным тренером был назначен Виктор Хантер, ранее входивший в тренерский штаб Мюррея. В дебютном сезоне он столкнулся с проблемой ухода ряда игроков, в том числе молодых Томми Коннелла и Филипа Маккандлесса, ушедших в «Манчестер Юнайтед». Пополнившей состав молодёжи не хватало опыта и «Колрейн» второй сезон подряд финишировал на восьмом месте в чемпионате. Маккандлесс вернулся в клуб осенью 1979 года, состав также пополнил форвард Джон Платт из «Клифтонвилла». По-прежнему результативно играл Дес Диксон. Много забивая, «Колрейн» пропускал ещё больше и по итогам сезона 1979/80 занял седьмое место. В Кубке Ирландии команда сенсационно проиграла команде полицейских «Ройял Ольстер Констебулари».
Летом 1980 года клуб подписал контракт с Феликсом Хили, перешедшим из «Порт Вейла». Новичок хорошо вписался в игру команды, но сезон 1980/81 вновь стал для «Колрейна» неудачным. Девятое место в чемпионате и вылет из Кубка Ирландии в первом раунде привели к отставке Хантера.
Играющим главным тренером команды стал Дес Диксон, на должность его ассистента был назначен Тони Кёрли. Осенью 1981 года «Колрейн» финишировал вторым в Кубке Ольстера, уступив только «Гленторану». Успешными были и выступления в чемпионате. Сам Диксон стал лучшим бомбардиром команды с 27 мячами. Феликс Хили забил 26 и попал в заявку сборной Северной Ирландии на чемпионат мира в Испании. Команда финишировала на третьем месте в таблице и вышла в финал Кубка Ирландии, где проиграла «Линфилду» со счётом 1:2.
Так как «Линфилд» выиграл и чемпионат, «Колрейн» получил право осенью 1982 года стартовать в Кубке кубков. Соперником по первому раунду стал «Тоттенхэм», крупно выигравший оба матча (3:0 и 4:0). После этих матчей Диксон завершил карьеру игрока и сосредоточился на тренерской деятельности. Его место в атаке клуба заняли молодые Рэй Маккой и Рикки Уэйд. «Колрейн» дошёл до финала Кубка Ольстера, но в чемпионате играл неудачно и 8 января, после поражения от «Линфилда», Диксон был отправлен в отставку. Сменивший его Кёрли начал с победы 5:0 над «Крусейдерс». Затем команда одержала свою самую крупную победу в Кубке Ирландии, разгромив «Ома Таун» со счётом 8:0. Из розыгрыша Кубка команда выбыла в третьем раунде, но вторую часть чемпионата прошла без поражений, заняв в итоге третье место и квалифицировавшись в Кубок УЕФА.
Перед началом сезона 1983/84 лига расширилась до 14 команд, а Золотой Кубок был присоединён к Кубку Ольстера. «Колрейн» дошёл до финала объединённого турнира, где проиграл «Гленторану» 2:5. В первом раунде Кубка УЕФА соперником команды стала «Спарта» из Роттердама. Игра в Нидерландах завершилась со счётом 4:0 в пользу «Спарты», на своём поле «Колрейн» добился ничьей 1:1 благодаря голу Феликса Хили.

### Джим Платт (1984—1990)
После завершения сезона 1983/84 Кёрли ушёл с поста главного тренера команды. На освободившееся место был назначен Джим Платт, бывший голкипер сборной Северной Ирландии и «Мидлсбро». Впервые с 1961 года «Колрейн» возглавил человек, ранее не выступавший в его составе.
После поражения в стартовой игре чемпионата от «Гленавона» команда провела серию из одиннадцати матчей без поражений, в том числе обыграла действующего чемпиона «Линфилд». «Колрейн» рассматривался как один из претендентов на титул, но поражение и ничья в последних двух турах оставили команду на втором месте в таблице. В Кубке Ирландии клуб дошёл до полуфинала, уступив «Гленторану».
В межсезонье состав команды усилили левый защитник Десси Эдгар и форварды Дэйви Ричардсон и Алан Кэмпбелл. Впервые на футболках команды появился логотип спонсора — фирмы John Kelly Ltd. Сезон 1985/86 «Колрейн» начал с победы в Кубке Ольстера, который стал первым трофеем команды за последние десять лет. Из розыгрыша Кубка УЕФА «Колрейн» выбыл в первом раунде, уступив «Локомотиву» из Лейпцига. Чемпионат, как и в предыдущем сезоне, клуб завершил вторым, а в кубковом финале уступил «Гленторану» 1:2. Весной 1986 года завершил карьеру ветеран клуба Тони Хаттон — последний из игроков, в 1974 году ставших чемпионами Северной Ирландии.
Осенью 1986 года «Колрейн» успешно защитил свой титул в Кубке Ольстера и вновь уступил в кубке УЕФА сопернику из Германии — клубу «Шталь». После этого сюрпризом стал провал первой половины сезона в чемпионате, когда команда набрала всего одно очко в первых пяти матчах и к ноябрю оказалась в нижней части таблицы. Подъём начался с крупной победы над «Бангором» 5:1, после чего клуб выиграл пятнадцать из оставшихся семнадцати игр. Это позволило «Колрейну» третий год подряд занять второе место в чемпионате. Главным героем сезона стал Рэй Маккой, забивший 21 мяч и признанный лучшим игроком по версии профсоюза футболистов. Он также сыграл за сборную Северной Ирландии в матче с Югославией, став первым за двадцать два года игроком «Колрейна» в национальной команде.
В первом раунде Кубка УЕФА 1987/88 жребий свёл «Колрейн» с финалистом предыдущего розыгрыша «Данди Юнайтед». Команда уступила в обеих играх 0:1 и 1:3, но показала достойную игру. В ноябре 1987 года клуб одержал победу во втором в истории розыгрыше Кубка Лиги, в финале в дополнительное время обыграв «Портадаун» благодаря голу Сэмми Маккистона. В национальном первенстве «Колрейн» остался третьим, пропустив вперёд два клуба из Белфаста — «Гленторан» и «Линфилд».
В 1989 году «Колрейн» ещё раз выиграл бронзовые медали, ставшие последним успехом под руководством Платта. В сезоне 1989/90 состав сильно омолодился, например, Стив Ломас дебютировал за клуб в возрасте 15-и лет. Команда выступала неудачно, уступив в полуфинале Кубка Ирландии «Портадауну» 0:4 и проиграв семь матчей подряд на финише чемпионата. «Колрейн» занял 11 место, что стало худшим результатом команды за последние тридцать лет. Платт ушёл в отставку за четыре игры до окончания сезона, став вторым после Берти Пикока тренером по числу выигранных трофеев.

## Достижения клуба
- Премьершип
  - Чемпион (1): 1973/74
  - Вице-чемпион (9): 1963/64, 1964/65, 1969/70, 1974/75, 1984/85, 1985/86, 1986/87, 1996/97, 1999/00
  - Бронзовый призёр (10): 1929/30, 1951/52, 1967/68, 1975/76, 1981/82, 1982/83, 1987/88, 1988/89, 2002/03, 2016/17

- Чемпионшип
  - Чемпион (1): 1995/96

- Кубок Северной Ирландии
  - Победитель (6): 1965, 1972, 1975, 1977, 2003, 2018
  - Финалист (7): 1947/48, 1952/53, 1981/82, 1985/86, 2003/04, 2007/08, 2016/17

- Кубок североирландской лиги
  - Победитель (2): 1987/88, 2019/20
  - Финалист (5): 1992/93, 1993/94, 1999/00, 2009/10, 2011/12

- Золотой кубок
  - Победитель (4): 1931/32, 1958/59, 1969/70, 1975/76
  - Финалист (2): 1997/98, 2000/01
- Кубок четырёх
  - Победитель (1): 1968/69
  - Финалист (2): 1966/67, 1967/68
- Кубок Blaxnit
  - Победитель (2): 1968/69, 1969/70
  - Финалист (1): 1971/72
- Кубок Ulster
  - Победитель (8): 1965/66, 1968/69, 1969/70, 1972/73, 1975/76, 1985/86, 1986/87, 1996/97
- Кубок Города
  - Победитель (2): 1953/54, 1968/69

## Выступления в еврокубках
| Сезон   | Турнир                      | Раунд                   | Соперник           | Дома | В гостях | Общий счёт  |  |
| ------- | --------------------------- | ----------------------- | ------------------ | ---- | -------- | ----------- |  |
| 1965/66 | Кубок обладателей кубков    | Первый раунд            | Динамо Киев        | 1:6  | 0:4      | 1:10        |  |
| 1969/70 | Кубок ярмарок               | Первый раунд            | Женесс Эш          | 4:0  | 2:3      | 6:3         |  |
| 1969/70 | Кубок ярмарок               | Второй раунд            | Андерлехт          | 3:7  | 1:6      | 4:13        |  |
| 1970/71 | Кубок ярмарок               | Первый раунд            | Килмарнок          | 1:1  | 3:2      | 4:3         |  |
| 1970/71 | Кубок ярмарок               | Второй раунд            | Спарта Роттердам   | 1:2  | 0:2      | 1:4         |  |
| 1974/75 | Кубок европейских чемпионов | Первый раунд            | Фейеноорд          | 1:4  | 0:7      | 1:11        |  |
| 1975/76 | Кубок обладателей кубков    | Первый раунд            | Айнтрахт Франкфурт | 2:6  | 1:5      | 3:11        |  |
| 1977/78 | Кубок обладателей кубков    | Первый раунд            | Локомотив Лейпциг  | 1:4  | 2:2      | 3:6         |  |
| 1982/83 | Кубок обладателей кубков    | Первый раунд            | Тоттенхэм Хотспур  | 0:3  | 0:4      | 0:7         |  |
| 1983/84 | Кубок УЕФА                  | Первый раунд            | Спарта Роттердам   | 1:1  | 0:4      | 1:5         |  |
| 1985/86 | Кубок УЕФА                  | Первый раунд            | Локомотив Лейпциг  | 1:1  | 0:5      | 1:6         |  |
| 1986/87 | Кубок УЕФА                  | Первый раунд            | Шталь Бранденбург  | 1:1  | 0:1      | 1:2         |  |
| 1987/88 | Кубок УЕФА                  | Первый раунд            | Данди Юнайтед      | 0:1  | 1:3      | 1:4         |  |
| 1997/98 | Кубок УЕФА                  | Первый отборочный раунд | Грассхоппер        | 1:7  | 0:3      | 1:10        |  |
| 2000/01 | Кубок УЕФА                  | Предварительный раунд   | Эргрюте            | 1:2  | 0:1      | 1:3         |  |
| 2002    | Кубок Интертото             | Первый раунд            | Сан-Жулиа          | 5:0  | 2:2      | 7:2         |  |
| 2002    | Кубок Интертото             | Второй раунд            | Труа               | 1:2  | 1:2      | 2:4         |  |
| 2003/04 | Кубок УЕФА                  | Предварительный раунд   | Униан Лейрия       | 2:1  | 0:5      | 2:6         |  |
| 2017/18 | Лига Европы УЕФА            | Первый отборочный раунд | Хёугесунн          | 0:0  | 0:7      | 0:7         |  |
| 2018/19 | Лига Европы УЕФА            | Первый отборочный раунд | Спартак Суботица   | 0:2  | 1:1      | 1:3         |  |
| 2020/21 | Лига Европы УЕФА            | Предварительный раунд   | Ла Фиорита         | 1:0  | -        | 1:0         |  |
| 2020/21 | Лига Европы УЕФА            | Первый отборочный раунд | Марибор            | -    | 1:1      | 1:1 (5:4 п) |  |
| 2020/21 | Лига Европы УЕФА            | Второй отборочный раунд | Мозервелл          | 2:2  | -        | 2:2 (0:3 п) |  |
| 2021/22 | Лига конференций УЕФА       | Первый отборочный раунд | Вележ              |      | 1:2      |             |  |